# مايك بريتين
مايك بريتين (بالإنجليزية: Mike Brittain)‏ مواليد 21 يونيو 1963 في كليرواتر، كان لاعب كرة سلة أمريكي. بدأ مسيرته الاحترافية في سنة 1985. تم اختياره من قبل فريق سان أنطونيو سبرز خلال الدرافت. حمل الرقم 40. بلغ طوله 7 قدم 0 بوصة (2.1 م). اعتزل اللعب في 1987.

## روابط خارجية
- مايك بريتين على موقع إن بي أي (الإنجليزية)
- مايك بريتين على موقع سبورتس رفرنس (الإنجليزية)
- مايك بريتين على موقع كلية كرة السلة في سبورتس رفرنس.كوم (الإنجليزية)
- مايك بريتين على موقع ريلجم (الإنجليزية)
- مايك بريتين على موقع بروبوليرز (الإنجليزية)